# أنطونيو غارسيا (سياسي)
أنطونيو غارسيا (بالإسبانية: Antonio García)‏ هو سياسي كولومبي، ولد في 10 يناير 1956 في موكوا في كولومبيا. حزبياً، نشط في جيش التحرير الوطني.